# Pablo Rosario
Pour les articles homonymes, voir Rosario (homonymie).
Pablo Rosario, né le 7 janvier 1997 à Amsterdam aux Pays-Bas, est un footballeur international dominicain qui évolue au poste de milieu défensif à l'OGC Nice.
En 2025, il décide d'opter pour la nationalité sportive dominicaine après avoir porté à une reprise le maillot Oranje des Pays-Bas et être passé par les catégories jeunes.

## Biographie

### En club
Né à Amsterdam où il grandit avec ses sept frères et sœurs, Pablo Rosario commence le football dans un club de sa ville le Swift AVV avant d'être repéré par le Feyenoord Rotterdam qu'il rejoint. Il y reste que quelques mois puis ne voulant plus parcourir les 60 kilomètres qui le séparent de Rotterdam, il rejoint un club amateur plus proche le DWS Amsterdam. 
Il rejoint finalement l'Ajax Amsterdam deux ans plus tard et y passe quatre saisons avant de rejoindre Almere City où il fait ses débuts professionnels en deuxième division néerlandaise.

#### PSV Eindhoven
Le 25 juillet 2016, après une saison en professionnel, Pablo Rosario signe un contrat de quatre ans avec le PSV Eindhoven. Il joue une première saison avec l'équipe réserve en deuxième division avant de faire ses débuts avec l'équipe première lors de la saison 2017-2018 en prenant part à quinze rencontres et en terminant champion des Pays-Bas.
Il devient titulaire dès la saison suivante et totalisera cent-trente-huit matchs en cinq saisons au club, découvrant la Ligue des champions dès sa deuxième saison.

#### OGC Nice
Le 27 juillet 2021, Pablo Rosario est recruté par l'OGC Nice pour six millions d'euros et s'engage jusqu'en juin 2025. Il y est rapidement un titulaire indiscutable et fait partie de l'épopée en Coupe de France où le club s'incline en finale après avoir éliminé entre autres l'Olympique de Marseille et le Paris Saint-Germain.

### En équipe nationale
Avec les moins de 19 ans, il participe au championnat d'Europe des moins de 19 ans en 2016. Lors de cette compétition, il joue quatre matchs, avec notamment une victoire contre la Croatie.
À la suite de son bon début de saison 2018-2019 avec le PSV, Pablo Rosario est appelé pour la première fois en équipe des Pays-Bas en octobre 2018 par Ronald Koeman. Le 16 octobre, il fait ses débuts internationaux lors d'un match nul en amical face à la Belgique, en remplaçant Matthijs de Ligt à la mi-temps.
En mai 2025, il est appelé pour la première fois avec l'équipe de République dominicaine pour participer à la Gold Cup. Rosario ayant la double nationalité et n'ayant joué qu'un match amical, il est autorisé à changer de sélection.

## Statistiques
Le tableau ci-dessous récapitule les statistiques de Pablo Rosario lors de sa carrière professionnelle en club :

| Saison                | Club                  | Championnat           | Championnat | Championnat | Coupe(s) nationale(s) | Coupe(s) nationale(s) | Compétition(s) continentale(s) | Compétition(s) continentale(s) | Compétition(s) continentale(s) | Autres compétitions | Autres compétitions | Autres compétitions | Total | Total |
| Saison                | Club                  | Division              | M.          | B.          | M.                    | B.                    | Comp.                          | M.                             | B.                             | Comp.               | M.                  | B.                  | M.    | B.    |
| 2015-2016             | Almere City FC        | Erste Divisie         | 34          | 3           | 2                     | 0                     | -                              | -                              | -                              | Playoffs            | 4                   | 0                   | 40    | 3     |
| 2016-2017             | PSV Eindhoven         | Eredivisie            | -           | -           | -                     | -                     | -                              | -                              | -                              | -                   | -                   | -                   | 0     | 0     |
| 2017-2018             | PSV Eindhoven         | Eredivisie            | 14          | 0           | 1                     | 0                     | -                              | -                              | -                              | -                   | -                   | -                   | 15    | 0     |
| 2018-2019             | PSV Eindhoven         | Eredivisie            | 32          | 0           | -                     | -                     | C1                             | 8                              | 1                              | SC                  | 1                   | 0                   | 41    | 1     |
| 2019-2020             | PSV Eindhoven         | Eredivisie            | 26          | 2           | 2                     | 0                     | C1+C3                          | 2+10                           | 0+1                            | SC                  | 1                   | 0                   | 41    | 3     |
| 2020-2021             | PSV Eindhoven         | Eredivisie            | 29          | 1           | 3                     | 0                     | C3                             | 8                              | 0                              | -                   | -                   | -                   | 40    | 1     |
| 2021-2022             | PSV Eindhoven         | Eredivisie            | -           | -           | -                     | -                     | C1                             | 1                              | 0                              | SC                  | -                   | -                   | 1     | 0     |
| Sous-total            | Sous-total            | Sous-total            | 101         | 3           | 6                     | 0                     | -                              | 29                             | 2                              | -                   | 2                   | 0                   | 138   | 5     |
| 2021-2022             | OGC Nice              | Ligue 1               | 36          | 0           | 4                     | 0                     | -                              | -                              | -                              | -                   | -                   | -                   | 40    | 0     |
| 2022-2023             | OGC Nice              | Ligue 1               | 31          | 0           | -                     | -                     | C4                             | 8                              | 0                              | -                   | -                   | -                   | 39    | 0     |
| 2023-2024             | OGC Nice              | Ligue 1               | 30          | 0           | 4                     | 0                     | -                              | -                              | -                              | -                   | -                   | -                   | 34    | 0     |
| 2024-2025             | OGC Nice              | Ligue 1               | 29          | 3           | 1                     | 0                     | C3                             | 5                              | 1                              | -                   | -                   | -                   | 35    | 4     |
| Sous-total            | Sous-total            | Sous-total            | 126         | 3           | 9                     | 0                     | -                              | 13                             | 1                              | -                   | -                   | -                   | 148   | 4     |
| Total sur la carrière | Total sur la carrière | Total sur la carrière | 261         | 9           | 17                    | 0                     | -                              | 42                             | 3                              | -                   | 6                   | 0                   | 326   | 12    |

### En sélections nationales
| Saison                | Sélection              | Phases finales        | Phases finales | Phases finales | Phases finales | Éliminatoires | Éliminatoires | Éliminatoires | Matchs amicaux | Matchs amicaux | Matchs amicaux | Total | Total | Total |
| Saison                | Sélection              | Compétition           | M              | B              | Pd             | M             | B             | Pd            | M              | B              | Pd             | M     | B     | Pd    |
| --------------------- | ---------------------- | --------------------- | -------------- | -------------- | -------------- | ------------- | ------------- | ------------- | -------------- | -------------- | -------------- | ----- | ----- | ----- |
| 2018-2019             | Pays-Bas               | -                     | -              | -              | -              | -             | -             | -             | 1              | 0              | 0              | 1     | 0     | 0     |
| 2024-2024             | République dominicaine | Gold Cup 2025         | 2              | 0              | 0              | 2             | 0             | 1             | -              | -              | -              | 4     | 0     | 1     |
| Total sur la carrière | Total sur la carrière  | Total sur la carrière | 2              | 0              | 0              | 2             | 0             | 1             | 1              | 0              | 0              | 5     | 0     | 1     |

## Palmarès
| PSV Eindhoven | OGC Nice                             |
| --- | ------------------------------------ |
| - Championnat des Pays-Bas - Champion : 2018 - Vice-champion : 2019 et 2021 - Supercoupe des Pays-Bas - Finaliste : 2018 et 2019 | - Coupe de France - Finaliste : 2022 |

## Vie personnelle
Pablo Rosario est musulman. Il pratique le jeûne du ramadan et révèle que son ancien entraîneur Christophe Galtier aurait tenté de l'en dissuader.